# Văn bản thuần túy
Văn bản thuần túy (Tiếng Anh: Plain text, trái với Formatted text, styled text hay rich text) là dạng trình bày văn bản trên máy tính mà không sử dụng các định dạng văn bản để trình bày, nó có thể đọc được dễ dàng mà không cần xử lý nhiều (khác với loại văn bản có dạng thức hoặc các tệp tin nhị phân (binary)).
Việc mã hóa truyền thống được sử dụng là ASCII (một trong các dẫn xuất của nó chẳng hạn như ISO/IEC 646...) hoặc đôi khi là dạng EBCDIC (Extended Binary Coded Decimal Interchange Code). Mã hóa dựa trên bảng mã Unicode như UTF-8 và UTF-16 đang dần thay thế các dẫn xuất ASCII cũ do giới hạn đến 7 hoặc 8 bit.
Các phần mềm hỗ trợ việc soạn thảo văn bản thuần túy sẵn có nhất là Notepad (Windows), NotePad++, edit (DOS), ed, emacs, vi, vim, Gedit hoặc nano (Unix, Linux), SimpleText (Mac OS), hoặc TextEdit (Mac OS X).